# Homopteroidea nigra
Homopteroidea nigra är en kackerlacksart som beskrevs av Robert Walter Campbell Shelford 1906. Homopteroidea nigra ingår i släktet Homopteroidea och familjen Polyphagidae. Inga underarter finns listade i Catalogue of Life.